# Granville Leveson-Gower, I conte Granville
Granville Leveson-Gower I conte Granville (12 ottobre 1773 – 8 gennaio 1846) è stato un diplomatico britannico.

## Biografia
Granville era figlio di Granville Leveson-Gower, I marchese di Stafford e della sua terza moglie Lady Susannah Stewart, figlia di Alexander Stewart, VI conte di Galloway; suo cugino era John Stewart, VII conte di Galloway; suo fratellastro era George Leveson-Gower, I duca di Sutherland. Fu educato alla scuola del dottor Kyle di Hammersmith sotto il reverendo John Chappel Woodhouse; fu poi immatricolato al Christ Church College di Oxford.

## Carriera politica e diplomatica
Fu ambasciatore in Russia dal 10 agosto 1804 al 1807 e in Francia all'epoca della restaurazione borbonica tra il 1824 e il 1828, il 1830 e il 1835, il 1835 e il 1841; nel 1815 ebbe il titolo di visconte Granville di Stone Park nella contea di Stafford; nel 1833 divenne barone Leveson e conte Granville.

## Matrimonio
Sposò, il 24 dicembre 1809, Lady Harriet Cavendish (1785-1862), figlia di William Cavendish, V duca di Devonshire e di lady Cavendish. Ebbero cinque figli:
- Lady Susan Georgiana Leveson-Gower (25 ottobre 1810-30 aprile 1866), sposò George Pitt-Rivers, IV barone di Sudeley Castle, ebbero dodici figli;
- Lady Georgiana Charlotte Leveson-Gower (23 settembre 1812-19 gennaio 1885), sposò Alexander George Fullerton, non ebbero figli;
- Granville Leveson-Gower, II conte Granville (11 maggio 1815-31 marzo 1891);
- Granville William Leveson-Gower (2 ottobre 1816-1833);
- Edward Frederick Leveson-Gower (3 maggio 1819-30 maggio 1907), sposò Lady Margaret Compton, ebbero un figlio.

Fu amante della giovane zia materna di sua moglie Henrietta, contessa di Bessborough e moglie del romanziere erotico Frederick Ponsonby, III conte di Bessborough; ebbero due figli illegittimi: Harriette Stewart e George Stewart.

## Morte
Morì nel gennaio 1846, all'età di 72 anni. La contessa morì nel novembre 1862 a 71 anni.